# Galium odoratum
Galium odoratum sau vinarița este o specie de plante din familia Rubiaceae care poate fi găsită în păduri de fag, dar și pe câmpii sau pe munte, în locuri ferite de soare, în umbră pe terenuri afânate, în soluri fertile.
Planta este erbacee și originară din Europa, Africa de Nord și Asia de Vest. Planta crește până la 30–50 cm lungime, de multe ori întinsă pe sol sau sprijinită de alte plante.